# Chuck
Chuck (рус. Чак) — третий студийный альбом канадской рок-группы Sum 41, выпущенный 12 октября 2004 года на лейбле Aquarius Records. Это последний альбом, в записи которого принимал участие соло-гитарист коллектива Дэйв Бэкш. В 2006 году он покинул группу чтобы начать карьеру в сольном проекте Brown Brigade. Не добившись былого успеха, Бэкш вернулся в Sum 41 в 2015 году, вернув «классический состав». Альбом занял высшие для квартета позиции в чартах, достигнув второго места в Canadian Albums Chart и десятого места в Billboard 200. Следуя из признания и высоких оценок критиков, огромных продаж свыше пяти миллионов копий, премии Juno Awards 2005 в номинации «Лучший рок-альбом года», золотой сертификации в США и Японии и дважды платиновый статус в Канаде, по состоянию на 2023 год, Chuck является самым коммерчески успешным альбомом Sum 41.
Альбом назван в честь добровольца-миротворца ООН по имени Чак Пеллетье, который находился в Демократической Республике Конго, где Sum 41 снимала документальный фильм для организации War Child. Во время съемок вспыхнула перестрелка, и Пеллетье помог группе эвакуироваться из отеля во время драки, так как он останавливался в том же отеле.
Chuck — это более мрачный и осмысленный альбом, в сравнении с его предшественниками. Пластинка является концептуальной; все песни являются маленькими историями и плавно переходят из одной в другую. Тон альбома стал серьёзным; в отличие от предыдущих записей, у него совсем нету шуток и юмора. Помимо этого, группа отошла от привычного поп-панк-звучания, уклонившись в более тяжёлое звучание.
По сравнению с предыдущими альбомами группы, Chuck является самым жёстким по звучанию альбомом группы Sum 41 — помимо традиционного панк-рока на нём присутствуют элементы ещё более «тяжёлых» стилей рок-музыки, таких как альтернативный метал, трэш-метал и ню-метал. Дэйв Симпсон из The Guardian заявил, что «несговорчивый квартет представляет собой крикливый вокал с шлифованными риффами и орнаментоподобными соло, прямо как пост-Linkin Park, которые поняли, что жанр ню-метал — это плохая идея». Начав как поп-панк-группа, по словам Эндрю Блэки из PopMatters, Sum 41 отошли от поп-панк-звучания начиная с этого альбома.
Лирическая часть альбома стала более зрелой, а тематика текстов стала довольно мрачной по сравнению с предыдущими альбомами; так в песне «The Bitter End» лирика содержит тему смерти, в песне «Slipping Away» — депрессия, песня «I’m Not the One» — анархии в мире, а песня «Angels with Dirty Faces» — наркотической зависимости. Находясь под влиянием от перестрелки в Демократической Республике Конго, большинство текстов песен группы сосредоточены на политические темы. Группа также упомянула, что песня «We’re All to Blame» — это «…о мировом государстве в котором из-за войны люди умирают, люди живут в страхе и власть принадлежит корпорациям ». Песня «Pieces» — «это песня об отношениях, но не обязательно об отношениях с девушкой. Может, было бы лучше оставить тебя в покое — к чёрту всех!».

## Об альбоме
После записи Chuck гитарист Дэйв Бэкш покинул группу 11 мая 2006 года, чтобы продолжить свою музыкальную карьеру со своей группой Brown Brigade.
Альбом назван в честь миротворца ООН Чака Пеллетье, находившегося в Демократической Республике Конго во время того, как группа снимала документальный фильм для организации War Child Canada. Когда около отеля, в котором они находились, вспыхнула перестрелка, Чак помог им эвакуироваться.
Альбом получил награду Juno Award в 2005 году в номинации «Рок-альбом года».

## Список композиций
1. «Intro» — 0:46
2. «No Reason» — 3:04
3. «We're All to Blame» — 3:38
4. «Angels with Dirty Faces» — 2:23
5. «Some Say» — 3:26
6. «The Bitter End» — 2:51
7. «Open Your Eyes» — 2:45
8. «Slipping Away» — 2:29
9. «I’m Not the One» — 3:34
10. «Welcome to Hell» — 1:56
11. «Pieces» — 3:02
12. «There’s No Solution» — 3:18
13. «88» — 4:40

### Японское издание
1. «Noots» — 3:51
2. «Moron» — 2:00
3. «Subject to Change» — 3:17

### Европейское издание
1. «Noots» — 3:51

### Издание на UK iTunes
1. Get Back (Rock Remix) (вместе с Ludacris) — 4:13

## Chuck Acoustic EP (Tour Edition Promo)
Chuck Acoustic EP (Tour Edition Promo) — мини-альбом, выпущенный рок-группой Sum 41 только в Японии. Этот диск был выпущен исключительно только для того, чтобы продвинуть альбом Chuck.
EP содержит только пять акустических песен: «Pieces», «Some Say» и «There's No Solution» из альбома Chuck, а «Over My Head (Better Off Dead)» и «No Brains» из предыдущего альбома Does This Look Infected?.

### Список композиций
1. «Pieces» (Acoustic) — 3:18
2. «No Brains» (Acoustic) — 3:04
3. «Over My Head (Better Off Dead)» (Acoustic) — 2:46
4. «Some Say» (Acoustic) — 3:42
5. «There’s No Solution» (Acoustic) — 3:28

## Синглы
- «We're All to Blame» — 2004
- «Pieces» — 2005
- «Some Say» — 2005
- «No Reason» — 2005

## Участники записи
- Дерик Уибли — гитара, вокал, фортепиано
- Дэйв Бэкш — гитара
- Джейсон МакКэслин — бас
- Стив Джоз — барабаны